# Pat Sullivan
Patrick Sullivan (22 de febrero de 1887 - 15 de febrero de 1933) fue un productor australiano, conocido por la producción de los primeros cortos mudos de el gato Félix. Es un tema de disputa quien creó al personaje, él o el animador Otto Messmer. Félix fue el personaje animado más popular hasta los años 1930, cuando los distribuidores de Sullivan cancelaron su contrato ya que se negó a trabajar en el cine sonoro. Sullivan lo pensó nuevamente y en 1933 anunció que el personaje regresaría con sonido, pero murió un año después del inicio de la producción.
En 1917, Sullivan pasó 9 meses en prisión por ser encontrado culpable de la violación de una niña de 14 años de edad.
Su esposa, Marjorie, murió en marzo de 1932.